# Mix FM Atibaia
Mix FM Atibaia é uma emissora de rádio brasileira. Sediada no município de Atibaia, opera no dial FM, na frequência de 91,9 MHz, sendo pertencente ao Grupo Mix de Comunicação.

## História
A Mix FM 91,9 de Atibaia, uma espécie de emissora própria da rede controlada pela Mix FM 106,3 de São Paulo. A 91,9 FM é a única estação em FM sediada em Atibaia que possui uma programação comercial na cidade, além de ser uma rádio que segue a risca a linha artística da Mix FM, tendo sua produção acompanhada de perto pelas equipes da rádio de São Paulo e Campinas.